# Кобервейн, Элизабет
Элизабет (Элиза) Кобервейн (нем. Elisabeth Koberwein, в замужестве Фихтнер; 22 февраля 1809, Вена — 27 декабря 1889, Вена) — австрийская актриса.

## Биография
Родилась 1809 года в Вене в семье Софии Вильгельмины и Йозефа Кобервейнов, служивших в Бургтеатре. Получила начальное домашнее образование. В 1822—1864 годах работала в театре Хофбурга. 
В 1830 году вышла замуж за Карла Фихтнера, работала с ним в Мюнхенском национальном театре, в 1865 году вышла на пенсию.
Её дочь Мария Фихтнер тоже стала актрисой, актёр Фридрих Арнсбург (1816—1891) был зятем, а внучка Мария Арнсбург (1862—1940) — художницей.
Элизабет Фихтнер умерла 27 декабря 1889 года в Вене, была похоронена на Мацлайнсдорфском лютеранском кладбище в Вене. В Галерее славы Бургтеатра находится портрет актрисы, выполненный её дядей, художником Георгом Кобервейном.